# Zanthoxylum megistophyllum
Zanthoxylum megistophyllum är en vinruteväxtart som först beskrevs av Brian Laurence Burtt, och fick sitt nu gällande namn av Thomas Gordon Hartley. Zanthoxylum megistophyllum ingår i släktet Zanthoxylum och familjen vinruteväxter. Inga underarter finns listade i Catalogue of Life.